# Droga ekspresowa S50 (Polska)
Ten artykuł dotyczy przyszłego wydarzenia. Informacje w nim zawarte mogą się zmienić wraz z pojawieniem się nowych faktów, a początkowe doniesienia mogą być niepewne. Ostatnie aktualizacje tego artykułu mogą nie odzwierciedlać najbardziej aktualnych informacji.
Droga ekspresowa S50 – planowana droga ekspresowa w Polsce. Została dopisana do sieci autostrad i dróg ekspresowych na mocy rozporządzenia z dnia 24 września 2019 roku. Docelowo ma przejąć ruch tranzytowy z warszawskiego odcinka drogi ekspresowej S8: al. Obrońców Grodna (Trasy Powązki – Konotopa), Trasy Armii Krajowej i Trasy Toruńskiej. Arteria będzie północną częścią nowej obwodnicy Warszawy, której południowy fragment będzie znajdował się w ciągu planowanej autostrady A50.
W latach 1996 – 2001 oznaczenie było przypisane do drogi ekspresowej łączącej Elbląg z granicą państwową w Grzechotkach (przejście graniczne Grzechotki-Mamonowo). W ówczesnych planach zawarto również niezrealizowaną budowę odcinka od Tczewa (A1) do Elbląga.